# Mesoleius mediosanguineus
Mesoleius mediosanguineus is een vliesvleugelig insect uit de familie van de gewone sluipwespen (Ichneumonidae). De wetenschappelijke naam van de soort is voor het eerst geldig gepubliceerd in 1950 door Heinrich.